# Chronologie der französischen Kinder- und Jugendliteratur
Diese Chronologie der französischen Kinder- und Jugendliteratur soll einen Überblick über wichtige Ereignisse in der Geschichte der Kinder- und Jugendliteratur Frankreichs bieten.
Erfasst sind vor allem Veröffentlichungen wichtiger Kinder- und Jugendbücher, d. h. von Büchern, die entweder vom Publikum, von der Buchkritik oder von der Literaturwissenschaft stark beachtet worden sind. Unter der Bezeichnung „Kinder- und Jugendbücher“ werden dabei nicht nur solche Arbeiten verstanden, die von vornherein für junge Leser gedacht waren, sondern auch „kind-“ und „jugendgerechte“ Bearbeitungen von Büchern, die ursprünglich für andere Zielgruppen geschrieben worden sind.
Berücksichtigt sind daneben auch Einzelereignisse aus dem Gesamtumfeld der französischen Kinder- und Jugendliteratur wie z. B. die Gründung wichtiger Kinderbuchverlage oder die Stiftung von Literaturpreisen.
Verwendete Abkürzungen:

BB = Bilderbuch

KB = Kinderbuch

JB = Jugendbuch

SB = Kinder-Sachbuch

## 17. Jahrhundert
- 1697 – Charles Perrault: Les Contes de ma mère l'Oye (Sammlung von Märchen, für Kinder und Erwachsene geschrieben)
- 1699 – François Fénelon:  Les Aventures de Télémaque, KB

## 18. Jahrhundert
- 1740 – Gabrielle-Suzanne de Villeneuve: Die Schöne und das Biest (La belle et la bête; Märchen)
- 1757 – Jeanne-Marie Leprince de Beaumont: Le magasin des enfants (Zeitschrift)

## 19. Jahrhundert
- 1843 – Pierre-Jules Hetzel beginnt die Zeitschrift Nouveau magasin des enfants herauszugeben.
- 1852 – Zulma Carraud: La petite Jeanne ou le devoir, KB
- 1856 – Der Verlag Hachette beginnt die Kinderbuchreihe Bibliothèque rose herauszubringen.
- 1856 – Sophie de Ségur: Les Nouveaux Contes de fées (Märchen)
- 1858 – Sophie de Ségur: Les Petites Filles modèles, KB
- 1859 – Sophie de Ségur: Les Malheurs de Sophie; Les Vacances, KB
- 1864 – Pierre-Jules Hetzel beginnt das Magasin d'éducation et de récréation herauszugeben.
- 1864 – Erckmann-Chatrian: L'Ami Fritz, JB
- 1867 – Alfred Assollant:  Les Aventures du capitaine Corcoran, JB
- 1873 – Zénaïde Fleuriot: Aigles et colombes, JB
- 1877 – G. Bruno alias Augustine Fouillée: Le Tour de la France par deux enfants (Schullesebuch)
- 1878 – Hector Malot: Sans famille, KB
- 1883 – Louis Maurice Boutet de Monvel: Chansons de France pour les petits français, BB

## 20. Jahrhundert

### 1901–1918
- 1904 – Théodore Cahu: Richelieu, SB
- 1912 – Louis Pergaud: Krieg der Knöpfe (La Guerre des boutons; Roman für Kinder und Erwachsene)

### 1919–1945
- 1923 – H. S. Brès: Mon Premier Alphabet, BB
- 1924 – Der Verlag Hachette beginnt, die Kinderbuchreihe Bibliothèque verte herauszugeben.
- 1927 – Myriam Catalany alias Marie Barrère-Affre:  La petite Marquise de Karabat, KB
- 1928 – Jean de Belcayre alias G. de Lamenuze: La lumière sur la route, JB
- 1931 – Jean de Brunhoff: Histoire de Babar, le petit éléphant, BB
- 1932 – Paul Cervières: Campés dans la montagne roumaine, JB
- 1934 ff. – Marcel Aymé: Les Contes du chat perché (Sammlung von Erzählungen für Kinder und Erwachsene)
- 1934 – Anda Cantegrive: La jeune Créole ou une famille bordelaise au temps des romances, JB
- 1936 – Der Verlag Groupe Flammarion beginnt die preiswerte Kinderbuchreihe Père Castor herauszugeben.
- 1942 – Léonce Bourliaguet: Contes du Chabridou, BB
- 1943 – Antoine de Saint-Exupéry: Der kleine Prinz (Le petit prince; für Kinder und Erwachsene geschrieben)

### 1946–1968
- 1947 – Jacques Prévert: Contes pour enfants pas sages, BB
- 1950 – Natha Caputo: Roule galette, BB
- 1955 – Paul Berna: Le cheval sans Tête, KB
- 1957 – André Baruc: Les Patins de cristal, KB
- 1958ff – Georges Bayard: Michel-Serie, KB
- 1959 – Claude Appell: Dans l'espace, KB
- 1960 – René Goscinny, Jean-Jacques Sempé: Der kleine Nick (Le Petit Nicolas), KB
- 1961ff – Paul-Jacques Bonzon: Les Six Compagnons-Serie, KB
- 1963 – May d'Alençon, Annie-Claude Martin: Renard-Roux, BB

### 1969–2000
- 1974 – Martine Blanc: Les Inventions de Timothée, BB
- 1976 – Christian Bruel, Anne Galland, Anne Bozellec: Histoire de Julie qui avait une ombre de garçon, BB
- 1982 – Henriette Bichonnier: Le Monstre Poilu, BB
- 1984 – Évelyne Brisou-Pellen: Prisonnière des Mongols, KB
- 1986 – Erstmalige Verleihung des Prix Sorcières
- 1988 – Erstmalige Verleihung des Prix des Incorruptibles
- 1988ff – Francis Bergeron:  Le Clan des Bordesoule-Serie, JB
- 1990 – Claude Boujon: Un beau livre, BB
- 1992 – Corinne Bouchard: La vie des charançons est assez monotone, KB
- 1996 – Annie Agopian: Au petit bonheur la chance, KB
- 1996 – Xavier Armange: Le Prisonnier de la bibliothèque, KB
- 1996ff – Eric Boisset: La Trilogie d'Arkandias, JB
- 1997 – Danièle Bour: Petit ours brun dit non, BB
- 1997ff – Évelyne Brisou-Pellen: Garin Trousseboeuf-Serie, KB
- 1997 – Rolande Causse: Sarah de Cordoue, JB
- 1998 – Erstmalige Verleihung des Prix Tam-Tam
- 1998 – Corinne Bouvet de Maisonneuve: Le Roman de Georgette, JB
- 1999 – Michel Amelin: A vos marques, KB
- 1999 – Philippe Barbeau, Fabienne Cinquin: Le type, KB
- 2000 – Erstmalige Verleihung des Prix Baobab

## Seit 2001

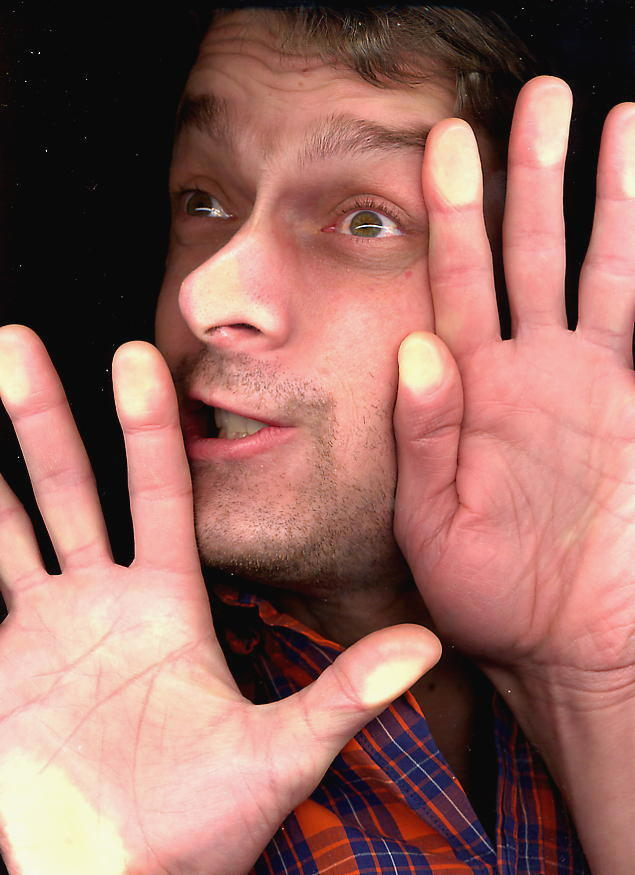
Marc Cantin

- 2001ff – Pierre Bottero: La Quête d’Ewilan, JB
- 2002 – Flavia Bujor: Das Orakel von Oonagh (La Prophétie des pierres), JB
- 2003 – Erstmalige Verleihung des Prix de la presse des jeunes
- 2003 – Marie Amaury: Le Cheval d'ombre, KB
- 2003ff – Sophie Audouin-Mamikonian: Tara Duncan-Serie, JB
- 2003 – Sigrid Baffert: Avec des si, on mettrait Chicago dans une canette de Coca, KB
- 2003 – Anne-Laure Bondoux: Les Larmes de l'assassin, JB
- 2004 – Patricia Bourque: Violette et le petit dragon, KB
- 2004 – Éric Callens: Mes parents sont des sorciers, KB
- 2004ff – Marc Cantin: Les Malefices d'Halequin-Serie, JB
- 2005 – Fabienne Blanchut: Zoé-Serie, BB
- 2006 – Heliane Bernard, Jean François Martin: Les métamorphoses d’Aladin ou comment il fut passé au caviar, BB
- 2006 – Alix Brijatoff: La Torah racontée à mes petits enfants, BB
- 2007 – Jean-Philippe Arrou-Vignod: La soupe de poissons rouges, KB
- 2007 – Marie-Jeanne Barbier: La balade du père Grégoire, BB
- 2007 – Jean-Sébastien Blanck: L'un et l'Autre, KB
- 2008 – Gisèle Cavali, Brigitte Aubert: Les Cavaliers des Lumières-Serie, JB